# Кети Грифин
Кети Грифин (енгл. Kathy Griffin; 4. новембар 1960) је америчка глумица и комичарка.
Рођена је у Чикагу (Илиноис), али се 1978. године преселила у Лос Анђелес где је студирала драму на Позоришном и филмском институту Лија Страсберга и постала чланица импровизационе комичарке трупе The Groundlings. Грифинова је деведесетих почела да се бави стендап комедијом и играла је епизодне улоге у неколико телевизијских серија, међу којима се истиче споредна улога у ситкому Непредвидива Сузан у коме је наступала од 1996. године до 2000. године.
Светску славу стекла је са ријалити-шоу емисијом Кети Грифин: Мој живот на Д листи (2005–2010), која је достигла велику гледаност и донела јој две награде Еми. Грифинова је издала шест комичарских албума, који су били номиновани за награду Греми. Са својим првим албумом For Your Consideration из 2006. постала је прва жена чији се дебитантски албум нашао на врху Билбордове листе комичарских албума. Године 2009. објавила је аутобиографију Official Book Club Selection: A Memoir According to Kathy Griffin која се нашла на врху листе бестселера Њујорк тајмса.
Грифинова је снимила бројне стендап специјале за Ејч-Би-Оу и Браво. Године 2011. постала је прва комичарка које је снимила четири телевизијска специјала у истој години. Грифинова је такође активисткиња за ЛГБТ права, подржава истополни брак и противница је политике Не питај, не причај. Њен стил комедије настао је под утицајем Џоун Риверс и Дона Риклса и позната је по свом контроверзном приступу темама као што су познате личности, религија и сексуалност. Након шест узастопних номинација за Греми у категорији Најбољи комичарски албум, освојила је ову награду 2014. године и тиме постала трећа жена (након Лили Томлин и Вупи Голдберг) која је добила ово признање.